# Чотириразові Герої Радянського Союзу
Чотириразові Герої Радянського Союзу:
1. Жуков Георгій Костянтинович — Укази від 29.08.1939, 29.07.1944, 01.06.1945, 01.12.1956
2. Брежнєв Леонід Ілліч — Укази від 18.12.1966, 18.12.1976, 19.12.1978, 18.12.1981